# Phillip John William Cocu
Phillip John-William Cocu (Eindhoven, Països Baixos, 29 d'octubre del 1970) és un entrenador i exjugador de futbol. Actualment és l'entrenador del PSV Eindhoven.
Cocu va néixer a Eindhoven, tot i que es va criar a Zevenaar, on va començar a jugar a futbol als equips locals, el DCS i el De Graafschap. Després d'un any al AFC '34, va començar la seva carrera professional a l'AZ Alkmaar. El 1990, Cocu va marxar al Vitesse Arnhem. Una fractura del peroné va interrompre la seva primera temporada, però es va convertir en un jugador habitual del primer equip durant les quatre temporades següents. El 1995 va fitxar pel PSV Eindhoven, on va guanyar la Lliga les temporades 1995-96 i 1996-97. Més endavant, el jugador neerlandès va fitxar pel Futbol Club Barcelona, on va arribar a ser capità, aconseguint guanyar la Lliga espanyola la temporada 1998-99 i disputant dues semifinals de la Lliga de Campions de la UEFA. En tornar al PSV el 2004, Cocu s'havia convertit en el jugador estranger que havia disputat més partits amb el Futbol Club Barcelona. Durant la seva segona etapa al PSV, Cocu va guanyar tres vegades més la Lliga neerlandesa de futbol, a més a més de tornar a disputar una semifinal de la Champions League. Després d'un any a l'Al-Jazira Club, es va retirar.
Phillip Cocu va debutar amb la selecció neerlandesa l'any 1996, disputant la Copa del Món de 1998, on va marcar dos gols, tot i fallar un penalt a les semifinals contra el Brasil. També va jugar la Copa del Món de 2006 i les Eurocopes dels anys 2000 i 2004. Cocu va arribar a les semifinals de les dues Eurocopes amb els Països Baixos, essent el capità de la selecció neerlandesa en l'edició del 2004. Amb 101 partits, Cocu és el cinquè jugador amb més aparicions amb la selecció neerlandesa. En el transcurs de la seva carrera, va jugar com a migcampista defensiu, tot i que també va participar com a defensa, lateral, extrem o migcampista ofensiu.
Després de retirar-se, Cocu es va unir a l'equip tècnic del PSV com a assistent de l'entrenador. També ha estat assistent del seleccionador dels Països Baixos sota la direcció de Bert van Marwijk entre els anys 2008 i 2012. Aquell any Cocu va ser escollit com a entrenador interí del PSV, aconseguint la Copa de la temporada 2012-2013. El 2013 se'l va confirmar com a entrenador del PSV per a la temporada 2013-14, proclamant-se campió de la Lliga neerlandesa la temporada següent.

## Biografia

### Jugador de futbol

#### Primers anys
Cocu va començar la seva carrera futbolística al segon equip de l'AZ Alkmaar, tot i que aviat va pujar al primer equip. El seu debut com a professional es va produir el 22 de gener de 1989, quan el segon entrenador Hugo Hovenkamp (que substituïa l'entrenador Hans Eijkenbroek) el va fer jugar en un partit contra el NEC Nimega. El jugador de 18 anys va disputar aquell primer partit com a lateral esquerre. En aquella època, l'AZ jugava a l'Eerste Divisie, equivalent a la segona divisió neerlandesa. Cocu va marcar el seu primer gol oficial dues setmanes després, en un partit de copa contra el Fortuna Sittard Combinatie, seguit del seu primer gol en lliga, aquest cop contra l'Schiedamse Voetbalvereniging. Aquella primera temporada acabaria marcant 4 gols La temporada 1989-90, Cocu va jugar gairebé tots els partits de lliga. Després d'acabar la competició, Cocu va ser venut al SBV Vitesse per 272.000 euros.
Cocu va jugar només vuit partits en la seva primera temporada amb el Vitesse, que va suposar el seu debut a l'Eredivisie, abans de patir un trencament del peroné. La seva segona temporada va ser molt més productiva, jugant més partits i marcant tres gols. Va aconseguir el seu primer gol amb el Vitesse l'agost del 1991 en un partit contra l'ADO Den Haag. A Arnhem, Cocu va deixar de jugar com a lateral esquerra per passar al mig del camp. L'entrenador Herbert Neumann va atorgar un rol central a Cocu aquell 1991, col·locant-lo en una posició del mig del camp. El 1992, Cocu va jugar el seu primer partit a nivell continental contra el Derry City FC. Després de vèncer a l'equip irlandès, el Vitesse es va enfrontar amb el KV Mechelen belga. El partit disputat a Bèlgica es va resoldre amb un gol de Cocu (0-1). Finalment, el Vitesse seria eliminat pel Reial Madrid. En lliga, l'equip va acabar en quarta posició. En la seva tercera temporada amb el Vitesse, Cocu va jugar tots els partits i va doblar el seu registre golejador. La temporada 1993-94, Cocu va aconseguir marcar onze gols en lliga, inclòs un hattrick en la victòria del Vitesse per 5-0 contra el Go Ahead Eagles al desembre. Després d'aquella temporada, Louis van Gaal i l'Ajax d'Àmsterdam van estar interessats en la contractació de Cocu, però no van voler acceptar les condicions imposades pel Vitesse per resoldre la transferència. Un any després, el PSV i el Feyenoord també es van interessar en la contractació de Cocu, provocant que el Vitesse es veiés obligat a despendre's del jugador
Cocu va fitxar pel PSV el juny del 1995 al mateix temps que Chris van der Weerden. El seu primer gol va arribar el mateix dia que el seu debut en partit contra el Fortuna Sittard (1-3). Durant la seva primera temporada al PSV, Cocu va guanyar la copa KNVB. En la final contra l'Sparta (5-2), Cocu va marcar el primer gol. L'octubre del 1996, Cocu va marcar dos gols en una victòria per 7-2 contra el Feyenoord. Aquella temporada, Cocu i el PSV van guanyar la Supercopa neerlandesa (guanyant a l'Ajax per 3-0) i la Lliga. La temporada 1997-98, Cocu va tornar a guanyar la Supercopa, aquest cop contra el Roda JC (3-1) i marcant dos gols en aquell partit. En la lliga, el PSV va quedar segon, només per darrere de l'Ajax. La final de la copa KNVB també va ser perduda contra l'Ajax (5-0). Després d'aquella temporada, Cocu va decidir no seguir a PSV i abandonar el club sense haver de pagar-se una transferència. Atlètic de Madrid, Reial Madrid, Juventus FC, Inter i SS Lazio van intentar fitxar a Cocu, però finalment el jugador neerlandès va decidir-se per fitxar pel Futbol Club Barcelona, el club del qual era seguidor des de petit.

#### FC Barcelona
Cocu va arribar al Barça a la temporada 1998-99, acompanyat d'altres neerlandesos, com ara l'entrenador Louis van Gaal, així com els jugadors Michael Reiziger, Frank de Boer, Patrick Kluivert, Boudewijn Zenden, Ronald de Boer i Winston Bogarde. Formant el mig del camp amb Luís Figo i Pep Guardiola, Cocu va jugar 36 partits de lliga durant la seva primera temporada, arribant a marcar dotze gols, contribuint així a la consecució del títol de Lliga. El partit més destacat es va disputar el març de 1999, on Cocu va marcar els dos gols que van significar la victòria del FC Barcelona davant de la Reial Societat.
Durant la seva segona temporada, l'equip va quedar segon en lliga, només per darrere del Deportivo de La Coruña. El migcampista neerlandès va marcar sis gols en lliga, inclosos dos contra el Reial Oviedo (victòria per 3-2) i dos contra l'Athletic Club (victòria per 0-4). A més a més, aquell any el Barça va aconseguir arribar a la semifinal de la Lliga de Campions de la UEFA, on va ser eliminat pel València CF. Cocu va marcar l'últim gol del partit de tornada. El 2000, Van Gaal abandonaria l'equip, essent substituït per Llorenç Serra Ferrer i Carles Rexach. Les dues temporades següents, el nivell de l'equip baixaria substancialment, acabant en quarta posició.
El 2001, Guardiola abandonava el Barcelona, provocant que el mig del camp del FC Barcelona passés a estar format per Cocu, Xavi i Gabri. La temporada 2001-02, el Barça tornaria a disputar la semifinal de la Champions, tot i que tornaria a quedar eliminat, aquest cop davant del Reial Madrid. El 2002, el retorn de Van Gaal a la banqueta del Barça ajudaria a la designacio de Phillip Cocu com a segon capità de l'equip, només per darrere de Luis Enrique.
La temporada 2002-03 seria la pitjor en molts anys, ja que el Barça acabaria sisè en la classificació de la lliga espanyola; Van Gaal va ser destituït molt aviat i Cocu es va trencar els lligaments en un partit de la Champions League en un partit contra l'Inter de Milà (0-0) el febrer, estant de baixa durant dos mesos. Setmanes abans, el Barça havia vençut a l'equip italià per 3-0 amb un gol del jugador neerlandès.
Tot i que el seu contracte acabava el 2003, Phillip Cocu va esperar a la resolució de les eleccions a la Presidència del Barça per prendre una decisió sobre la seva continuïtat. Cocu, que havia mantingut negociacions amb el PSV Eindhoven, va decidir renovar amb el Barça per un altre any.
L'última temporada de Cocu al Barça va ser la 2003-04, moment en què Joan Laporta es va fer càrrec de la Presidència i Frank Rijkaard de l'equip. El jugador neerlandès va marcar el primer gol de la temporada al marcar l'únic gol del partit Athlètic de Bilbao 0-1 FC Barcelona. Va jugar 36 partits de lliga, alguns d'ells com a capità de l'equip. El Barça va acabar segon, per darrere del Valènca. A finals de temporada, el Barça va anunciar que no renovaria el contracte a Phillip Cocu. L'equip directiu del club va oferir una renovació molt a la baixa al jugador neerlandès, que va decidir declinar-la i retornar al PSV Eindhoven. Després de la seva marxa, Phillip Cocu va rebre una placa honorífica per la seva lleialtat de part del President Laporta. Els 205 partits de Lliga i el total de 291 partits oficials amb el Barça, el van convertir en el jugador estranger amb més partits disputats fins al moment de la seva marxa. Aquests rècords els va mantenir fins que va ser superar pel jugador argentí Lionel Messi els anys 2011 i 2012 respectivament.

#### PSV i Al-Jazira
El 2004, Cocu va firmar un contracte per dos anys amb el PSV. Va formar mig del camp amb Johann Vogel i el capità de l'equip, Mark van Bommel, amb qui va guanyar la Lliga, la Copa KNVB i va arribar a les semifinals de la Champions League. En aquella edició de la competició continental, Cocu va marcar un gol en quarts de final al camp de l'Olimpic de Lió (1-1). El PSV es va eliminar a semifinals contra l'Milan AC; després de perdre el partit d'anada per 2-0, els holandesos van guanyar el partit de tornada per 3-1, amb dos gols de Cocu, tot i que no va ser suficient per superar l'eliminatòria. En Lliga, Cocu es va perdre el partit en què es van proclamar campions, contra el Vitesse, ja que havia estat expulsat en el partit anterior; Cocu havia vist la segona tarjeta groga en partit contra el Willem II després d'haver estat provocat per Martijn Reuser.

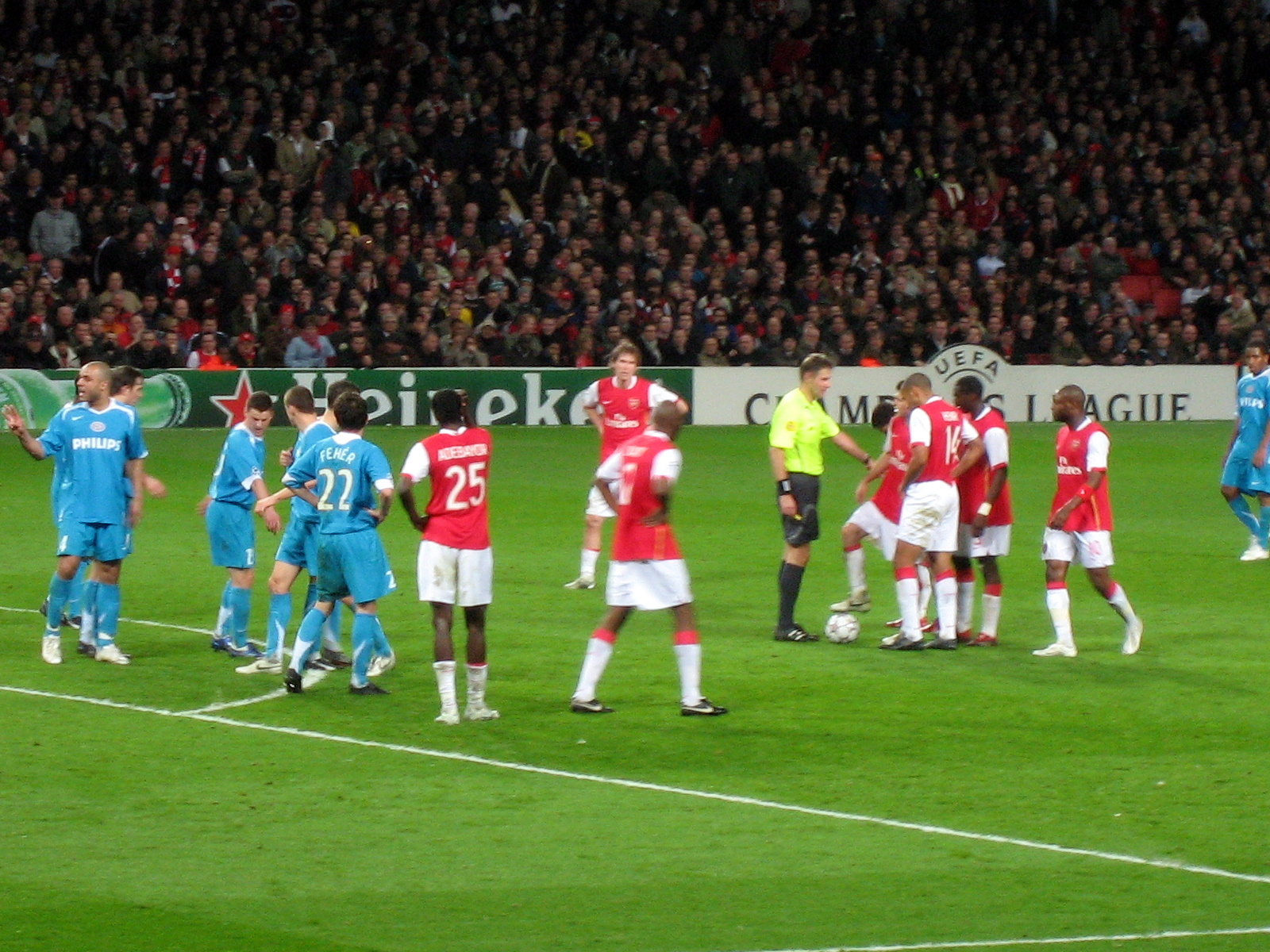
Partit entre l'Arsenal FC i el PSV durant la Champions 2006-07 a Londres (1-1)

Quan Van Bommel va abandonar l'equip l'estiu del 2005, Cocu va adoptar el rol de capità amb l'entrenador Guus Hiddink. El PSV va guanyar la Lliga una altra vegada, però va ser eliminat en segona ronda de la Champions, aquest cop contra l'Olimpic de Lió. Cocu va ser expulsat en el partit de tornada. Aquell any, Cocu va guanyar el Zilveren Schoen com a segon millor jugador de la lliga holandesa d'aquella temporada. Després de la temporada 2005-06, Cocu va signar un nou contracte que allargava en un any l'estada al club d'Eindhoven. L'equip va començar la temporada molt bé, però durant la segona volta va afluixar el seu nivell i va estar a punt de perdre un títol que semblava sentenciat. El campionat es va decidir en l'última jornada, amb el PSV golejant al Vitesse (5-1), i marcant Cocu l'últim gol. Aquell gol va acabar essent decisiu, ja que la diferència entre l'Ajax i el PSV va acabar essent d'un gol. D'aquesta manera, Cocu i el PSV guanyaven el seu tercer campionat de lliga consecutiu.
Cocu estava a prop d'anunciar la seva retirada per a la temporada 2006-07, però les ofertes que va rebre per jugar a Austràlia i a l'Al-Jazira Club van fer-lo canviar d'opinió. Després de parlar amb Abe Knoop, assessor de l'Al-Jazira, i amb Lazslo Jambor, que havia treballat per l'Ajax, Cocu va decidir signar un contracte per un any amb l'equip dels Emirats Àrabs Units l'agost del 2007. En el seu primer partit, contra l'Al-Wasl SC, Cocu va marcar el gol de la victòria (2-1). Amb l'Al-Jazira, Cocu va disputar 17 partits de lliga, marcant 4 gols. Quan va acabar la temporada, Cocu va considerar de continuar durant un any més, però finalment va decidir tornar als Països Baixos i iniciar la seva carrera com a entrenador de futbol professional. El juliol del 2009, Cocu va rebre un partit d'homenatge per part del PSV al Philips Stadion. El PSV s'enfrontava a un combinat d'estrelles, com ara Luis Figo, Edgar Davids, Frank de Boer i d'altres jugadors que havien compartit equip amb Cocu.

#### Internacional
Phillip Cocu va estar molt a prop de debutar amb la selecció de futbol dels Països Baixos l'any 1994; el seleccionador nacional neerlandès Dick Advocaat el va afegir a la llista provisional de 25 jugadors per a la Copa del Món del 1994 als Estats Units d'Amèrica. Tot i així, el llavors jugador del SBV Vitesse no va participar en la cita estatunidenca. El seu debut oficial amb la selecció neerlandesa es va produir en un partit amistós davant Alemanya l'any 1996, quan Cocu tenia 25 anys i l'equip el dirigia Guus Hiddink. El primer gol que va marcar amb la selecció va ser en un partit contra Irlanda el juny d'aquell mateix any. Hiddink va convocar Cocu per participar en el Campionat d'Europa de futbol del 1996. Va disputar dos partits de la fase de grups sortint des de la banqueta, però va ser titular en el partit de quarts de final contra la selecció francesa. Els Països Baixos perdrien aquell partit als penals després d'haver empatat 0-0. Dos anys més tard, l'equip neerlandès es va classificar per al Campionat del Món del 1998, amb Cocu essent ja un habitual de la selecció nacional. Phillip Cocu va jugar tots els partits disputats pels Països Baixos en aquella cita disputada a França, a més a més de marcar contra Corea del Sud i Mèxic durant la fase de grups. En el partit de semifinals contra el Brasil, el partit va posar fi a empat (1-1) i també es va haver de decidir als penals. Cocu va llençar el tercer penal, però el seu xut va ser aturat pel porter brasiler, Cláudio Taffarel. La selecció neerlandesa cauria eliminada al concluir la tanda de penals 4-2 a favor del Brasil.

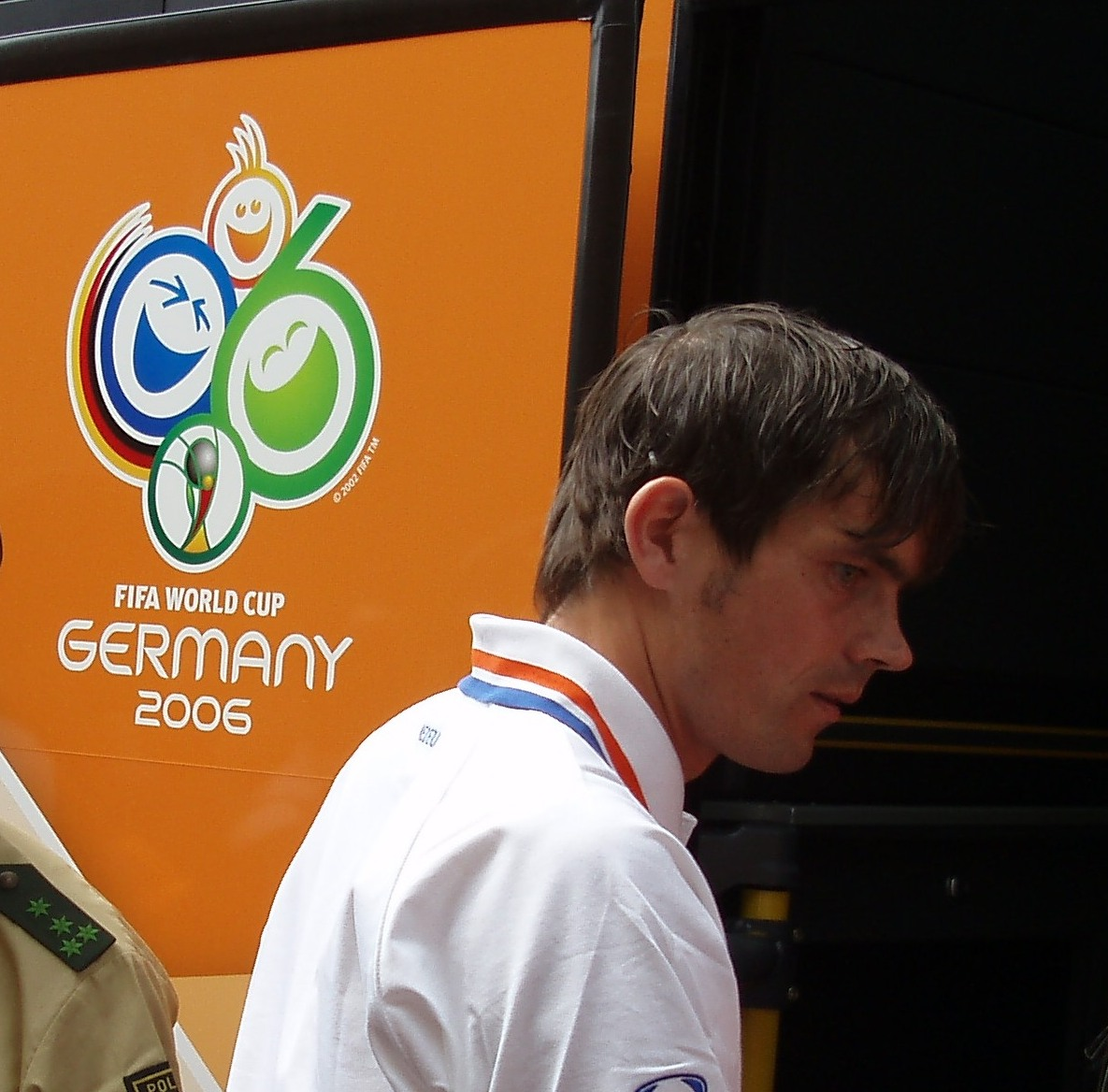
Cocu durant Copa del Món d'Alemanya

Cocu i els Països Baixos també van disputar el Campionat d'Europa de futbol del 2000, que se celebrava a Bèlgica i als mateixos Països Baixos. En la fase de grups, els neerlandesos, amb Cocu de titular, van guanyar els tres partits. A quarts de final es van trobar amb Iugoslàvia, a qui també van vèncer. Finalment, els Països Baixos van tornar a quedar eliminats per culpa dels penals, aquest cop contra Itàlia. Cocu va disputar la fase de classificació per disputar la Copa del Món de Futbol de 2002, que la selecció neerlandesa no va superar, essent superada per Portugal i Irlanda. El 2003, Cocu va ser expulsat per primera vegada defensant la samarreta de la selecció dels Països Baixos, en el transcurs d'un partit amistós contra Bèlgica. Els neerlandesos van aconseguir classificar-se per al Campionat d'Europa de futbol del 2004, on Cocu va marcar dos gols a Àustria en cada un dels dos partits que van disputar els dos convinats. Durant aquell campionat europeu, disputat a Portugal, Cocu va ser nomenat el capità de l'equip neerlandès, disputant tots els partits. A quarts de final, Cocu va fallar el seu penal en la tanda, després que els Països Baixos empatessin el partit (0-0) contra Suècia; això no obstant, els neerlandesos van aconseguir classificar-se per a semifinals de la competició. Tot i així, van ser eliminats per Portugal, amfitriona de la competició i que, posteriorment, perdria la final contra Grècia. Després d'aquella competició, Cocu perdria la capitania de la selecció en favor d'Edgar Davids; la decisió l'havia près el nou seleccionador neerlandès, Marco van Basten.
Els Països Baixos es van classificar per al Campionat del Món del 2006, que es va disputar a Alemanya, amb Cocu marcant tres gols en la fase de classificació. Cocu va jugar la majoria de partits d'aquella fase, però una expulsió davant d'Andorra va provocar que es perdés els dos últims partits de la sèrie. En la Copa, el conjunt neerlandès va passar la fase de grups, però a vuitens de final va ser eliminat per Portugal. Després d'aquest torneig, Cocu va retirar-se de la selecció nacional. Amb 101 partits disputats, Cocu es col·locava en cinquena posició en el rànking de jugadors amb més participacions amb la selecció dels Països Baixos. El setembre del 2006, abans d'un partit davant de Belarús, Cocu va rebre un homenatge i una placa d'or pels seus serveis a la selecció neerlandesa. El 2011, Cocu fou nomenat bondsridder de la Reial Associació de Futbol dels Països Baixos, títol honorífic pel seu servei al futbol neerlandès.

### Com a entrenador

#### Inicis
Després del retorn de Cocu dels Emirats Àrabs Units el 2008, el ja exjugador neerlandès estava interessat a formar-se com a entrenador de futbol. Llavors Cocu es va inscriure a un curs d'entrenador de futbol professional per adquirir els coneixements bàsics abans d'afegir-se a l'equip del PSV Eindhoven com a assistent de les categories inferiors. Ben aviat, però, va convertir-se en el segon assistent de Bert van Marwijk, que havia estat nomenat seleccionador dels Països Baixos. Més tard, el seu rol al PSV va canviar per convertir-se en l'assistent d'Ernest Faber, encarregat de l'equip sub-dinou, així com d'aprenent del primer equip del PSV, llavors dirigit per Huub Stevens, a finals del 2008. Després de la destitució de Stevens el gener del 2008, Cocu es va convertir en l'assistent del nou entrenador, Dwight Lodeweges. Quan va acabar la temporada, va seguir formant part del primer equip. El febrer del 2010, Cocu va aprovar el seu examen d'entrenador, avilitant-lo per entrenar equips professionals als Països Baixos. Un mes més tard, Cocu va ser renovat com a assistent del seleccionador nacional dels Països Baixos per dos anys més. Amb el conjunt neerlandès, Cocu va ser present a la Copa del Món de Futbol de 2010 disputada a Sud-àfrica, on els Països Baixos van perdre la final contra Espanya.
El desembre del 2010, Cocu va ser nomenat primer assistent de la selecció neerlandesa després que Frank de Boer es convertís en l'entrenador de l'Ajax d'Amsterdam. L'estiu del 2011, Cocu va renovar per dos anys el seu contracte amb el PSV. Quan Fred Rutten va dimitir del seu càrrec com a entrenador del PSV el març del 2012, Cocu va ser nomenat primer entrenador accidental fins a final de temporada. Faber es va unir al PSV des del FC Eindhoven per convertir-se en l'assistent de Cocu. Durant aquests mesos com a primer entrenador de l'equip, Cocu va pujar al primer equip des del planter al jove Memphis Depay, a més a més de canviar al porter habitual, Andreas Isaksson, per Przemysław Tytoń. Tot i el canvi, els resultats no van millorar, i després de perdre a casa per 1-2 davant del RKC Waalwijk, Cocu va perdre tota opció de guanyar el títol de lliga. Tot i guanyar els cinc últims partits, Cocu i el PSV van acabar la temporada en tercera posició, quedant fora dels llocs que permeten jugar la Lliga de Campions de la UEFA. Cocu, però, va poder celebrar el seu primer títol com a entrenador al vèncer el PSV la final de la Copa KNVB. La final va enfrontar l'equip d'Eindhoven amb l'Heracles Almelo, acabant el partit amb un resultat de 3-0.
La temporada 2012-2013, el PSV va contractar a Dick Advocaat com a nou entrenador. Per tal de guanyar més experiència, Cocu es va fer càrrec de l'equip sub-dinou del PSV. També va abandonar el seu treball com a assistent de la selecció neerlandesa, després del Campionat d'Europa de futbol del 2012, en què els Països Baixos es van eliminar en la fase de grups, per tal de tenir més temps per dedicar al seu equip. Durant la temporada, es va decidir que Cocu seria el substitut d'Advocaat en cas que aquest anunciés la seva marxa. Quan Advocaat va anunciar la seva marxa, Cocu va signar un contracte per quatre temporades com a entrenador del primer equip del PSV. Assistit per Faber i Chris van der Weerden, Cocu va destacar que el seu principal objectiu era desenvolupar i incorporar al primer equip a jugadors de les categories inferiors del PSV

#### PSV Eindhoven
Durant la presentació de Cocu com a nou entrenador del PSV, l'exjugador neerlandès va assegurar que estava "preparat" davant d'aquest nou repte. En els seus primers partits de lliga com a entrenador, Cocu va aconseguir uns bons resultats, tot i l'empat empat davant del modest i recent ascendit SC Cambuur Leeuwarden a la cinquena jornada. Aquest inici prometedor, no obstant, es va dissipar a mesura que passaven les jornades. L'eliminació de la Copa davant del modest SV Roda Juliana Combinatie al Philips Stadion d'Eindhoven, perdent el partit 1-3, va ser el primer cop de la temporada per Cocu. Aquest sotrac encara es va veure empitjorat quan l'equip neerlandès va quedar eliminat, també, de la Lliga Europa de la UEFA. El PSV no va poder passar de la tercera posició del grup B en la fase de grups, quedant per darrere del PFC Ludogorets Razgrad búlgar i del FC Txornomorets Odessa ucraïnès. La derrota a casa contra el Txornomorets per 0-1 en l'última jornada va sentenciar les aspiracions dels homes de Cocu. Finalment, el PSV no guanyaria cap títol aquell any, ja que la lliga neerlandesa se la va adjudicar l'Ajax, deixant així l'equip de Cocu un any en blanc. Aquella temporada, Cocu va haver de ser substituït temporalment per Faber a partir del març, a causa d'una operació. El PSV va informar que a l'entrenador neerlandès se l'havia operat el 27 de març d'un tumor benigne a l'esquena, motiu pel qual hauria d'estar un temps indeterminat de baixa. L'endemà, el director esportiu de l'equip, Marcel Brands, va confirmar que l'operació havia estat un èxit i que el tumor havia estat extirpat completament. A més a més, va afegir que Cocu romandria uns dies més a l'hospital, i que era molt aviat per definir el període de recuperació. No obstant, va assegurar que la relació contractual entre l'entrenador i l'equip d'Eindhoven no corria perill, ja que la intenció de la directiva era comptar amb Cocu per als pròxims anys. El 9 de maig Phillip Cocu va confirmar que tornaria a dirigir l'equip neerlandès a partir de la pretemporada següent.
Després de la baixa per malaltia, doncs, l'entrenador neerlandès va tornar a posar-se al capdavant de l'equip per preparar la temporada 2014-15 amb el PSV Eindhoven. A causa dels mals resultats obtinguts per l'equip la temporada anterior, el conjunt d'Eindhoven es va veure obligat a jugar-se la classificació per disputar l'Europa League a partir de la tercera fase de classificació, havent-se d'enfrontar amb el SKN St. Pölten austríac (1-0 i 2-3), primer, i el Xakhtor Saligorsk belarús (1-0 i 0-2), després. Tot i que l'equip neerlandès aconseguiria superar la fase de grups en quedar en segona posició, només per darrere del Dinamo de Moscou, cauria eliminat als 1/32 de final contra l'Zenit de Sant Petersburg (0-1 i 3-0). Tot i la decepció europea, el PSV aconseguiria acabar la temporada proclamant-se campió de Lliga, fita que no s'aconseguia des del 2008. A tres jornades pel final de la temporada, l'equip d'Eindhoven va derrotar el Herenveen per 4-1 i es va situar, amb 79 punts, a 13 de l'Ajax, segon classificat. Gràcies a aquest resultat, doncs, Cocu va aconseguir aixecar la seva primera Eredivisie.
La temporada 2015-16, Cocu va tornar a entrenar el PSV, aquest cop defensant el títol de lliga aconseguit la temporada anterior, i havent de fer front a la marxa de la seva estrella, Memphis Depay, al Manchester United FC. L'equip d'Eindhoven va dominar la lliga neerlandesa bona part de la temporada, però a nou jornades del final va perdre, a casa, contra l'Ajax (0-2), que se situava líder a dos punts del conjunt entrenat per Cocu. Aquest revés es produïa pocs dies després de la dramàtica eliminació de l'equip d'Eindhioven de la Champions League, als setzens de final, on va empatar els dos partits per 0-0 contra l'Atlètic de Madrid, quedant eliminat a la tanda de penalts. Les darreres jornades, l'equip d'Amsterdam va mantenir el liderat de la lliga, però en l'última jornada, un empat al camp del modest VBV De Graafschap (1-1), sumat a la victòria per 1-3 del PSV al camp del PEC Zwolle, va permetre al conjunt d'Eindhoven de revalidar el títol aconseguit la temporada anterior, convertint aquesta lliga en la segona aconseguida per Phillip Cocu com a entrenador del PSV.

## Estadístiques com a jugador
| Temporada      | Club           | País                | Lliga | Lliga | Europa | Europa | Total | Total |
| Temporada      | Club           | País                | Part. | Gols  | Part.  | Gols   | Part. | Gols  |
| -------------- | -------------- | ------------------- | ----- | ----- | ------ | ------ | ----- | ----- |
| 1988–99        | AZ Alkmaar     | Països Baixos       | 15    | 4     | 0      | 0      | 15    | 4     |
| 1989–90        | AZ Alkmaar     | Països Baixos       | 35    | 4     | 0      | 0      | 35    | 4     |
| 1990–91        | SBV Vitesse    | Països Baixos       | 8     | 0     | 0      | 0      | 8     | 0     |
| 1991–92        | SBV Vitesse    | Països Baixos       | 33    | 3     | 0      | 0      | 33    | 3     |
| 1992–93        | SBV Vitesse    | Països Baixos       | 34    | 6     | 0      | 0      | 34    | 6     |
| 1993–94        | SBV Vitesse    | Països Baixos       | 33    | 11    | 0      | 0      | 33    | 11    |
| 1994–95        | SBV Vitesse    | Països Baixos       | 29    | 5     | 0      | 0      | 29    | 5     |
| 1995–96        | PSV            | Països Baixos       | 29    | 12    | 8      | 2      | 37    | 14    |
| 1996–97        | PSV            | Països Baixos       | 34    | 8     | 4      | 1      | 38    | 9     |
| 1997–98        | PSV            | Països Baixos       | 32    | 11    | 6      | 1      | 38    | 12    |
| 1998–99        | FC Barcelona   | España              | 36    | 12    | 5      | 0      | 41    | 12    |
| 1999–2000      | FC Barcelona   | España              | 35    | 6     | 14     | 2      | 49    | 8     |
| 2000–01        | FC Barcelona   | España              | 34    | 3     | 9      | 5      | 43    | 8     |
| 2001–02        | FC Barcelona   | España              | 34    | 2     | 14     | 0      | 48    | 2     |
| 2002–03        | FC Barcelona   | España              | 29    | 3     | 10     | 2      | 39    | 5     |
| 2003–04        | FC Barcelona   | España              | 35    | 5     | 7      | 1      | 42    | 6     |
| 2004–05        | PSV            | Països Baixos       | 29    | 6     | 12     | 3      | 42    | 8     |
| 2005–06        | PSV            | Països Baixos       | 33    | 10    | 8      | 1      | 41    | 11    |
| 2006–07        | PSV            | Països Baixos       | 32    | 7     | 7      | 0      | 39    | 7     |
| 2007–08        | Al-Jazira Club | Emirats Àrabs Units | 17    | 4     | 0      | 0      | 17    | 4     |
| Total per país | Total per país | Lliga Holandesa     | 376   | 87    | 45     | 8      | 421   | 95    |
| Total per país | Total per país | Lliga Espanyola     | 203   | 31    | 59     | 10     | 262   | 41    |
| Total per país | Total per país | Lliga UAE           | 17    | 4     | 0      | 0      | 17    | 4     |
| Total          | Total          | Total               | 596   | 122   | 104    | 18     | 700   | 140   |

## Palmarès

### Com a jugador
PSV Eindhoven:
- Eredivisie (4): 1996-97, 2004-05, 2005-06 i 2006-07.
- Copa KNVB (2): 1996 i 2005.
- Johan Cruijff Shield (2): 1996 i 1997

FC Barcelona:
- Lliga espanyola (1): 1998-99
- Copa de Catalunya (2): 1999-00 i 2003-04

Al-Jazira SC Abu Dhabi:
- GCC Champions League (1): 2007

### Com a entrenador
PSV Eindhoven:
- Eredivisie (2): 2014-15, 2015-16
- Copa KNVB (1): 2012
- Johan Cruijff Shield (2): 2015, 2016